# McGeorge Bundy
McGeorge Bundy, conosciuto anche come Mac Bundy (Boston, 30 marzo 1919 – Boston, 16 settembre 1996), è stato un politico e docente statunitense.
Proveniente da una ricca e prestigiosa famiglia dell'alta borghesia del New England, percorse una brillante carriera accademica mettendosi in luce come uno degli intellettuali più perspicaci e dotati della sua generazione.
Nel 1961 entrò a far parte con un ruolo molto importante della nuova amministrazione inaugurata dalla presidenza di John Fitzgerald Kennedy, assumendo l'incarico di consigliere del presidente per la sicurezza nazionale. Diede parere negativo all'invasione di Cuba, del 17-19 aprile 1961.
Fino al 1966 Bundy esercitò un'influenza decisiva sulla maggior parte delle questioni di politica estera e di politica della difesa che coinvolsero gli Stati Uniti; in particolare si mostrò favorevole ad una politica di rigida contrapposizione alle potenze comuniste e approvò l'intervento diretto nella guerra del Vietnam.
Nel 1966 si dimise dall'incarico che aveva mantenuto anche durante la presidenza di Lyndon B. Johnson e assunse fino al 1979 la presidenza della Fondazione Ford, conservando tuttavia la sua autorevolezza e la sua influenza nelle questioni di politica estera. Suo fratello era William Bundy che entrò a sua volta nello staff delle presidenze Kennedy e Johnson svolgendo ugualmente incarichi di grande importanza.

## Biografia
(Lyndon Johnson su McGeorge Bundy)

### I primi anni
McGeorge Bundy era originario di una ricca famiglia dell'alta borghesia di Boston con antiche tradizioni di servizio all'interno della classe dirigente degli Stati Uniti. I genitori erano Katherine Lowell Putnam, discendente di Percival Lowell, uno dei primi coloni del New England, e di numerosi personaggi famosi nel campo delle lettere, delle scienze e della politica, e Harvey Hollister Bundy che aveva prestato servizio con importantissimi incarichi amministrativi negli anni trenta e quaranta. In particolare Harvey Bundy era stato il principale collaboratore del ministro della Guerra Henry Stimson, durante gli anni della seconda guerra mondiale.
Il giovane Bundy quindi crebbe in una situazione di privilegio sociale ed economico; il suo corso di studi fu particolarmente brillante; frequentò con eccellenti risultati la prestigiosa scuola superiore di Groton e quindi si iscrisse all'università di Yale dove confermò le sue rimarchevoli doti intellettuali; dopo aver completato i corsi si trasferì all'università di Harvard dove entrò subito a far parte della prestigiosa Society of Fellows, riservata ai migliori allievi, che gli permise di raggiungere rapidamente il dottorato e iniziare l'insegnamento accademico.
Durante la seconda guerra mondiale Bundy riuscì, nonostante fosse stato ritenuto inidoneo a causa del suo rilevante deficit visivo, a farsi assegnare allo stato maggiore dell'ammiraglio Alan Kirk che era tra l'altro un amico personale della famiglia Bundy. Il giovane McGeorge si distinse anche in questo periodo e partecipò con un incarichi di stato maggiore accanto all'ammiraglio Kirk allo sbarco in Normandia, a bordo dell'incrociatore Augusta. Dopo la guerra ritornò all'insegnamento universitario e divenne docente di pubblica amministrazione all'Università di Harvard dove rimase durante gli anni cinquanta.

### Nell'amministrazione Kennedy

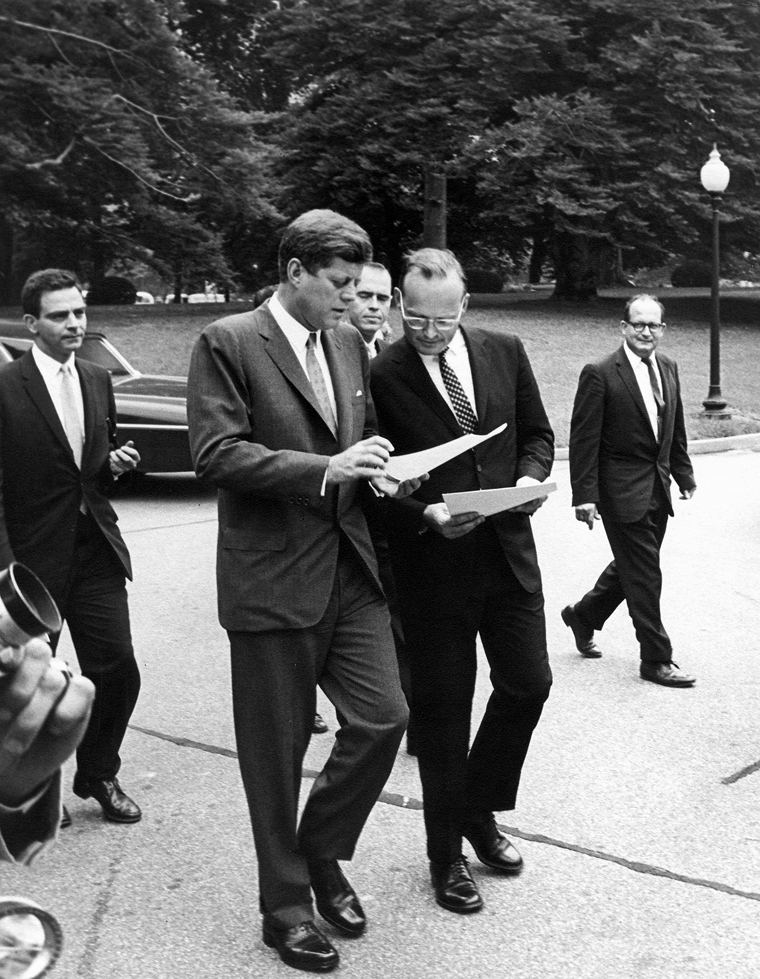
McGeorge Bundy a sinistra del presidente John Kennedy al quale illustra il contenuto di un documento.

Dal punto di vista politico, McGeorge Bundy inizialmente aveva manifestato, a differenza del fratello William Bundy, la sua sintonia con le posizioni e le idee del partito Repubblicano e sembra che avesse votato per due volte per Dwight Eisenhower nelle elezioni del 1952 e 1956. Alla fine dell'amministrazione Eisenhower tuttavia iniziò ad entrare in contatto con alcuni collaboratori del candidato democratico John Fitzgerald Kennedy. Bundy divenne subito uno dei consiglieri più apprezzati di Kennedy con il quale condivideva le stesse esperienze universitarie e lo stesso ambiente sociale.

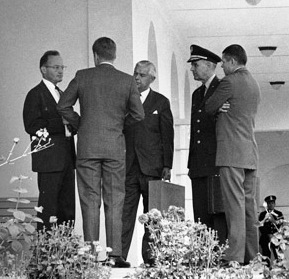
Bundy, a sinistra, durante un incontro al vertice al tempo della crisi dei missili di Cuba de 1962; di spalle il presidente Kennedy, di fronte Paul Nitze, il generale Maxwell Taylor, a destra Robert McNamara.

Dopo l'elezione di Kennedy quindi Bundy entrò a far parte della nuova amministrazione, dimostrando la sua efficienza burocratica e la sua capacità di risolvere i problemi contingenti ed esporre con chiarezza le questioni più importanti. Non privo di una forte ambizione, Bundy ricevette l'incarico di consigliere del presidente per la sicurezza nazionale e ben presto divenne il principale collaboratore di Kennedy per la politica estera, soppiantando rapidamente il segretario di stato Dean Rusk per il quale Bundy non aveva alcuna stima.
Nella sua attività di consigliere del presidente per la sicurezza nazionale, Bundy dimostrò una notevole capacità amministrativa ed espresse in generale posizioni rigide, manifestando sicurezza nella potenza americana, fiducia nell'uso della forza e fermezza nell'opposizione alle potenze comuniste. Bundy tuttavia mentre dimostrò notevoli qualità nell'elaborazione di decisioni a breve termine per la risoluzioni momentanea di crisi, non manifestò altrettanta capacità nella produzione di strategie di lungo periodo che richiedessero analisi prospettiche sull'evoluzione nel tempo delle grandi questioni internazionali.
Bundy fu coinvolto in tutte le principali situazioni di crisi internazionale dell'amministrazione Kennedy; egli in pubblico minimizzò l'importanza del fallimento della Baia dei Porci, ma in realtà era pienamente consapevole delle sue responsabilità come consigliere del presidente per la sicurezza nazionale e non esitò a presentare le sue dimissioni a Kennedy che peraltro le respinse, mantenendolo nella sua carica. Durante la successiva crisi dei missili di Cuba, Bundy sembrò aver perso la consuetà lucidità di giudizio: dopo aver in un primo tempo proposto l'attacco aereo immediato, nello spazio di poche ore passò a consigliare prima il blocco navale di Cuba e poi una posizione di attesa, prima di ritornare a sollecitare un attacco aereo a sorpresa senza preavviso.
Nel caso del coinvolgimento americano nella guerra del Vietnam, Bundy inizialmente sostenne le posizioni ufficiali dell'amministrazione favorevoli ad un crescente supporto al governo del Vietnam del Sud, ma nel 1963 espresse, come altri collaboratori del presidente, forti critiche all'operato del presidente sudvietnamita Ngô Đình Diệm e mostrò un certo scetticismo sull'andamento politico-militare della guerra. Durante la crisi che si concluse con la destituzione e l'assassinio di Diệm, Bundy seguì un comportamento oscillante: dopo aver consentito che i suoi collaboratori partecipassero alla stesura dell'importantissimo cablogramma inviato sabato 24 agosto 1963 che in pratica autorizzava l'ambasciatore Henry Cabot Lodge ad attivarsi per ottenere un cambio della dirigenza sudvietnamita anche con la forza, alla fine di ottobre 1963 egli, seguendo le direttive di Kennedy, comunicò a Lodge che il "presidente è profondamente preoccupato" e che temeva un fallimento che avrebbe provocato un "disastro per gli interessi americani". Bundy informò l'ambasciatore che il presidente e i suoi consiglieri ritenevano quindi necessario informare i generali contro Diệm che era consigliabile un rinvio del colpo di stato. Lodge peraltro non seguì le indicazioni comunicate da Bundy e il colpo di stato proseguì il suo corso e si sconcluse con la caduta e la morte violenta del presidente sudvietnamita.

### Nell'amministrazione Johnson

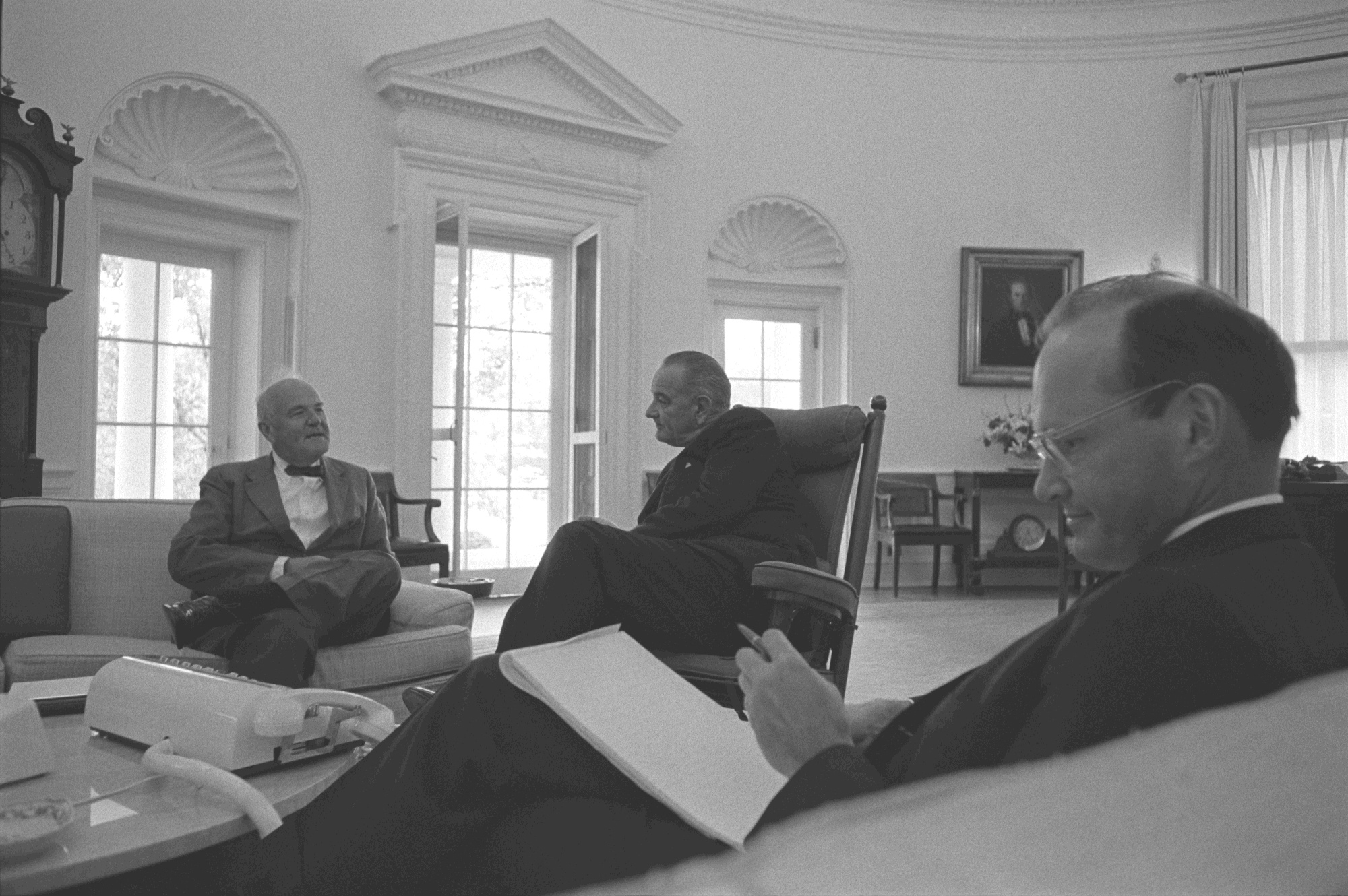
Bundy, a destra, insieme al presidente Lyndon Johnson (al centro) e a Arthur Dean

Dopo l'assassinio del presidente Kennedy il 22 novembre 1963, il nuovo presidente Lyndon Baines Johnson lasciò inizialmente quasi inalterata la squadra dei collaboratori e dei ministri; Bundy quindi rimase consigliere per la sicurezza nazionale e continuò a svolgere un ruolo importantissimo supervisionando l'apparato burocratico e promuovendo iniziative volte a razionalizzare e accelerare il processo decisionale. Dopo qualche difficoltà iniziale, il presidente Johnson mostrò di apprezzare l'attività di Bundy. A differenza del fratello William Bundy che, con l'incarico di sottosegretario di stato con delega per gli affari dell'Estremo Oriente, fu profondamente coinvolto a partire dal 1963 nei fatti della guerra del Vietnam, inizialmente McGeorge Bundy non mostrò grande interesse per i problemi dell'Indocina e sembrò dare molta maggiore importanza alle questioni di sicurezza connesse con l'Europa.

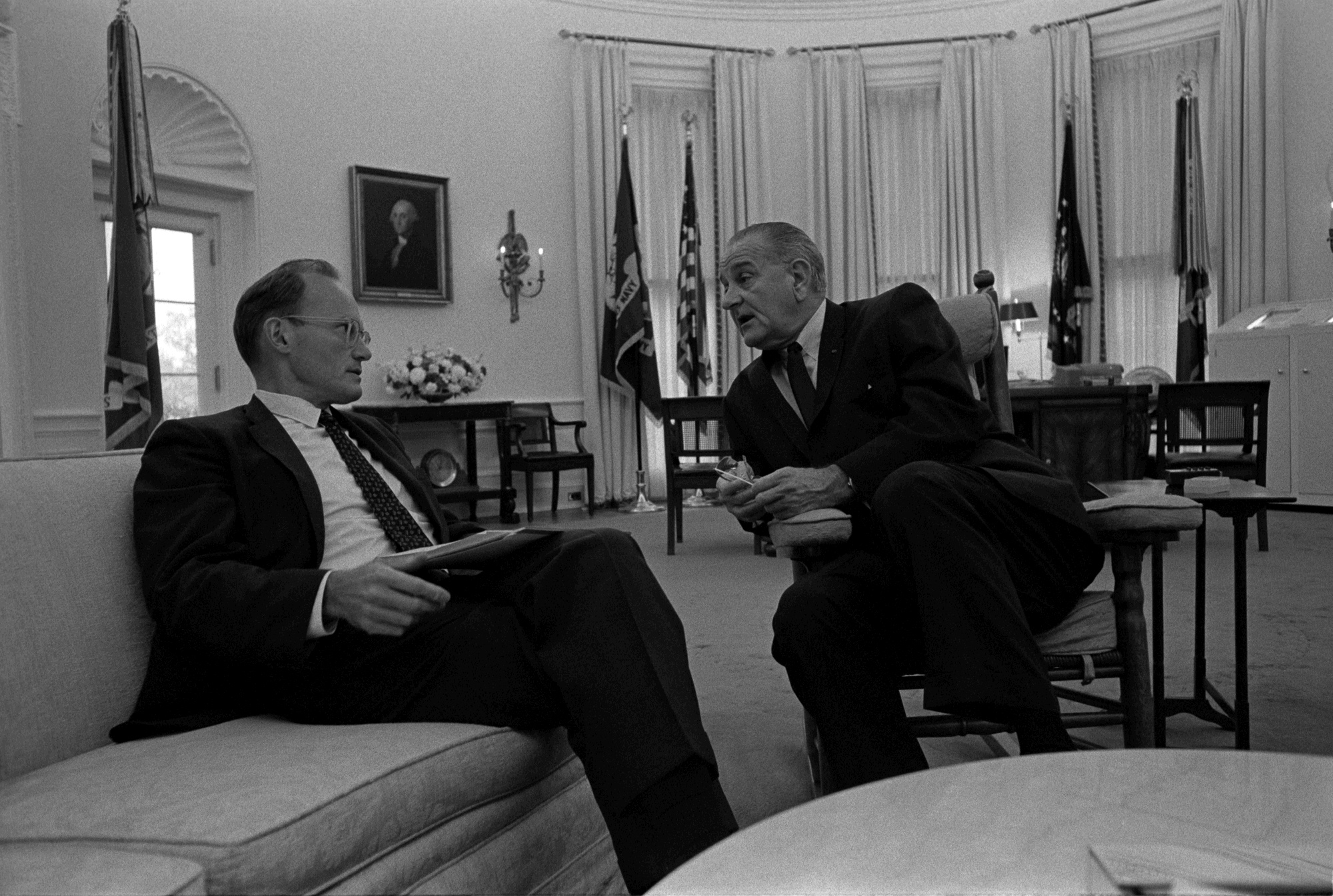
Bundy a colloquio con il presidente Johnson.

Fu solo nel gennaio 1965 che egli fece la sua prima missione per conto del presidente in Vietnam del Sud; la situazione in quel periodo stava evolvendo in modo sempre più sfavorevole al governo filo-americano e da molte settimane erano in corso all'interno dell'amministrazione Johnson complesse discussioni sulle decisioni politico-militari da prendere riguardo all'Indocina. Bundy in generale era favorevole alle proposte di intensificare le iniziative militari e intraprendere una graduale e selettiva campagna di bombardamenti. Egli arrivò in Vietnam del Sud proprio nel momento in cui i soldati americani presenti nella base di Pleiku avevano subito un attacco vietcong che era costato numerose perdite. Bundy sembrò emotivamente coinvolto dagli avvenimenti e inviò al presidente Johnson proposte oltranziste in cui, pur non mascherando gli inconvenienti e il possibile fallimento dell'azione americana, sollecitò l'inizio dei bombardamenti aerei sul Vietnam del Nord. Le valutazioni di Bundy verosimilmente influenzarono fortemente le decisioni del presidente che dopo pochi giorni diede inizio all'operazione Rolling Thunder.
Nei mesi successivi McGeorge BUndy continuò a sostenere rigorosamente la politica di escalation del conflitto non manifestando reali dubbi o incertezze; inoltre si dimostrò in alcune occasioni privo di perspicacia mostrando superficialità e arroganza con interlocutori esterni all'amministrazione ed esprimendo la sua sicurezza sul successo della politica americana in Indocina. In realtà, nonostante la sua rigidità e sicumera esterna, Bundy stava lentamente perdendo la fiducia di Johnson con il quale per la verità non era mai entrato in completa sintonia. Sembra che nel 1966 Bundy cominciasse ad avere crescenti perplessità sull'andamento della guerra del Vietnam ma in pubblico e con i consiglieri del presidente egli non mostrò mai queste incertezze e si dimostrò fino all'ultimo freddo e distaccato; Johnson aveva deciso di separarsi dal suo consigliere per la sicurezza nazionale ma era sicuro che Bundy sarebbe rimasto fedele alla politica dell'amministrazione. Alla fine di febbraio 1966 McGeorge Bundy lasciò il suo incarico di consigliere del presidente per la sicurezza nazionale; al suo posto Johnson nominà Walter Rostow, ancor più deciso di Bundy ad incrementare l'impegno militare in Vietnam e pienamente rispondente alle esigenze del presidente.

### Gi ultimi anni

Una riunione dei "saggi" (wise men) alla Casa Bianca; Bundy è seduto all'estrema sinistra del tavolo; alla sua sinistra Dean Acheson, alla sua destra, in borghese, il generale Matthew Ridgway.

Dopo aver lasciato l'amministrazione Johnson, McGeorge Bundy divenne presidente della Fondazione Ford, incarico che mantenne fino al 1979. Nonostante il suo ritiro dalla politica attiva, egli fu un'ultima volta coinvolto nelle controversie sulla guerra del Vietnam nel marzo 1968 quando entrò a far parte del cosiddetto gruppo dei Wise men ("i saggi"); alcuni personaggi di grande fama convocati dal presidente Johnson per avere consigli sulla politica da perseguire in Indocina dopo il disastro dell'offensiva del Têt; in questa occasione egli, come la gran parte degli altri "saggi", si espresse a favore di un disimpegno americano dalla guerra. Nonostante i passati contrasti con il presidente, Bundy ricevette nel gennaio 1969 la Presidential Medal of Freedom, una delle venti persone a cui venne assegnata da Johnson nelle ultime 24 ore della sua presidenza.
Durante la presidenza di Richard Nixon, Bundy non ebbe alcuna influenza sulla politica estera americana e, al contrario egli venne inserito nella famosa "lista dei nemici", l'elenco dei presunti avversari del presidente fatta compilare da Nixon. Dopo aver abbandonato la presidenza della Fondazione Ford, Bundy fino al 1989 insegnò storia alla New York University e entrò a far parte del cosiddetto "gruppo dei quattro" (Gang of Four) insieme a Robert McNamara, George Kennan e Herbert Scoville. I quattro pubblicarono per anni una serie di articoli riguardo alla politica nucleare americana che esercitarono una notevole influenza nel dibattito sulla politica estera degli Stati Uniti. In questo periodo Bundy scrisse nel 1988  Danger and Survival: Choices About the Bomb in the First Fifty Years.
McGeorge Bundy è deceduto nel 1996 per un attacco cardiaco. Sembra che negli ultimi anni della sua vita egli avesse profondamente modificato le sue valutazioni riguardo alla guerra del Vietnam come si può leggere nel libro del 2008 di Gordon Goldstein Lessons in Disaster: McGeorge Bundy and the Path to War in Vietnam che contiene lunghi colloqui con l'ex consigliere per la sicurezza nazionale prima della sua morte, in cui Bundy ripercorre criticamente il processo decisionale dell'amministrazione americana.

## Rappresentazione fittizia nei media
Il personaggio di McGeorge Bundy è presente in una serie di film per cinema e televisione dedicati ai fatti di politica internazionale in cui fu coinvolto con un ruolo importante:
- Egli è interpretato da James Olson nel film per la televisione i missili di ottobre (1974).
- Nel film del 2000 Thirteen Days, McGeorge Bundy è interpretato da Frank Wood.
- Nel film per la televisione del 2002 Path to War, Bundy è interpretato da Cliff DeYoung.
- Nel film per la televisione del 2013 Killing Kennedy, Bundy è interpretato da Ray Nedzel.